# Talbrücke Zahme Gera
Die Talbrücke Zahme Gera ist eine 520 m lange Balkenbrücke, in die Pfeiler eingespannt, mit einem Spannbetonüberbau und Feldweiten von 115 m in den Randöffnungen und 145 m in den beiden Mittelöffnungen.
Die Brücke liegt im Zuge der A 71 im Thüringer Wald zwischen den Anschlussstellen Ilmenau-West und Gräfenroda und überspannt bei Geraberg in einer Höhe von ungefähr 63 m mit einem Grundrissradius von 1500 m das Tal der Zahmen Gera mit der Landstraße von Geraberg nach Angelroda. Gebaut wurde die Brücke mit zwei getrennten Überbauten zwischen den Jahren 1999 und 2002.

## Unterbauten
Die Widerlager sind flach gegründet. Die drei Pfeiler sind paarweise auf 3,0 m dicken Pfahlkopfplatten mit den Abmessungen 7,00 m × 26,75 m sowie 26 Großbohrpfählen gegründet. Die Pfähle haben einen Durchmesser von 1,20 m und eine Länge bis zu 29 m. Die Pfeiler mit einer maximalen Höhe von 63,5 m bis Unterkante des Überbaus besitzen eine markante Y-Form. Sie sind hohl und bis zirka 30 m Höhe zugänglich. Die Pfeilergabeln mit einem Vollquerschnitt haben eine Höhe von 20 m und eine Spreizung von 25 m. Die Hauptabmessungen der Pfeiler vergrößern sich bei Wandstärken von 50 cm bis 70 cm durch eine Anzug von 6,0 m × 3,5 m an Unterkante Gabelknoten auf 6,0 m × 4,5 m am Fundament.

## Überbauten
Die Überbauten sind einzellige, gevoutete vorgespannte Hohlkästen aus Spannbeton. In den Pfeilerachsen sind diese monolithisch mit den Pfeilergabeln verbunden. Somit ist eine Rahmenkonstruktion vorhanden, welche Lager nur an den Brückenwiderlagern benötigt, wo die Brücke eine Verschieblichkeit von ± 35 cm besitzt. Die Konstruktionshöhe der Hohlkästen beträgt in Feldmitte 3,8 m und wächst bis zu den Stützungen an den Pfeilergabeln auf 6,7 m an. Die beiden Überbauten sind jeweils zirka 14,5 m breit und haben eine interne und externe Vorspannung.

## Ausführung
Die Brücke wurde bis auf die Endfelder, welche auf Lehrgerüsten geschalt wurden, als Waagebalken im Freivorbau hergestellt. Dabei wurden die Pfeiler abgespannt, um eine Verminderung der erforderlichen Bewehrung in Bauzuständen mit Lastausmitten zu erreichen.